# 施图尔曼喷泉

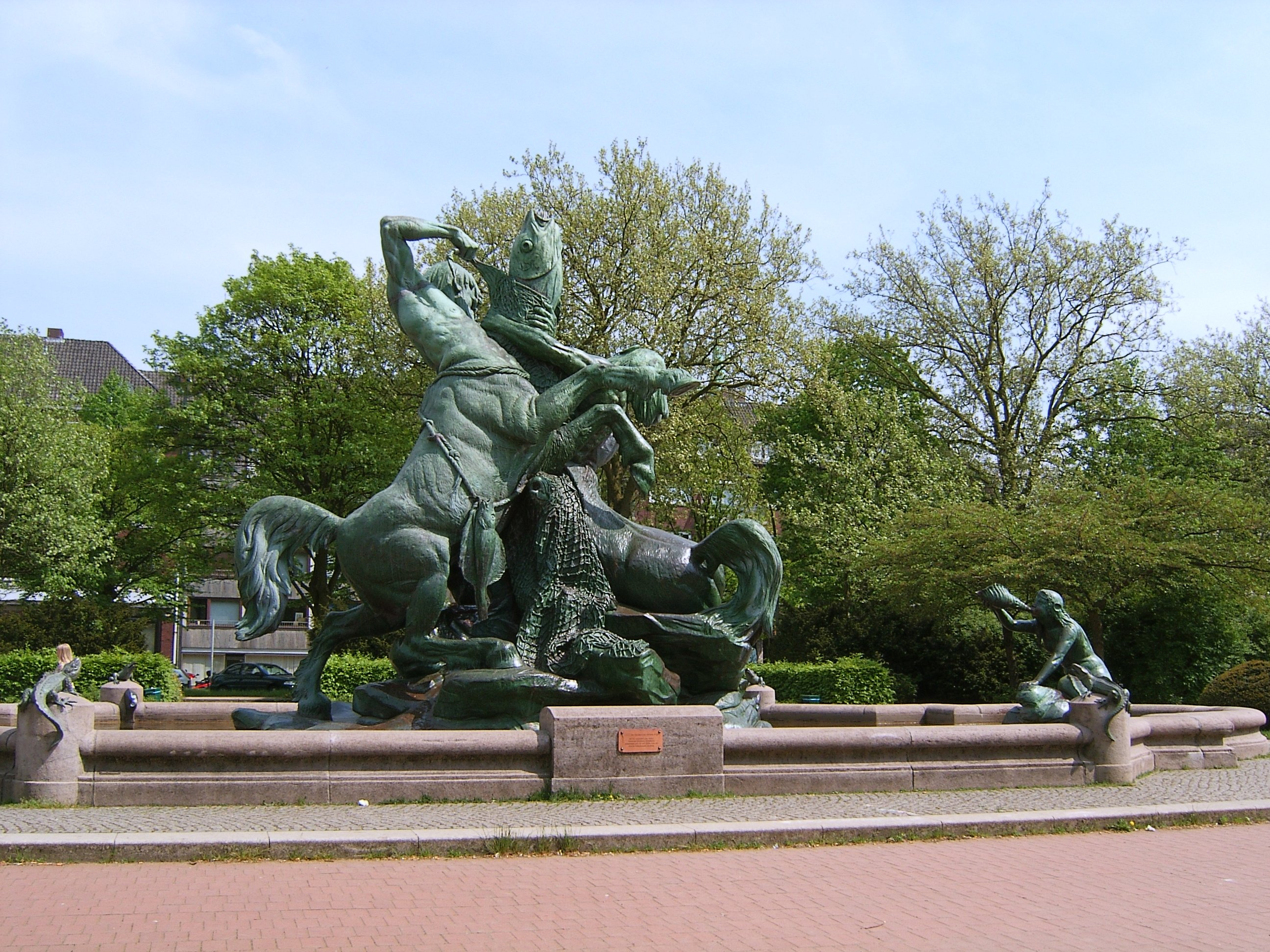

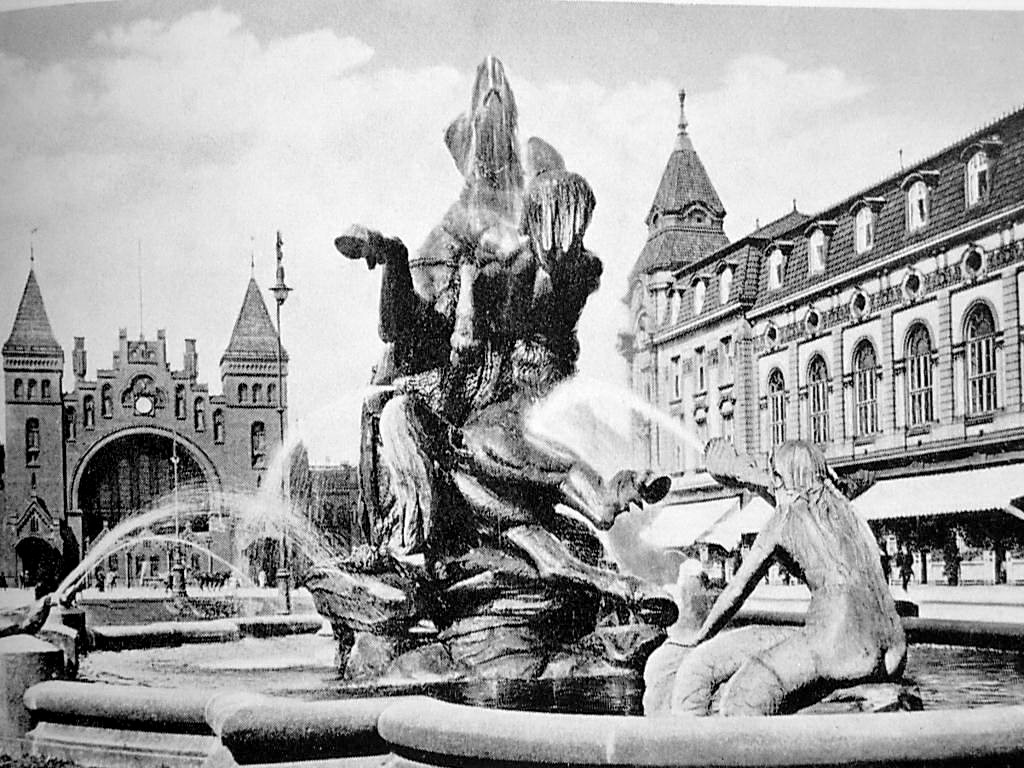

施图尔曼喷泉（Stuhlmannbrunnen）是德国汉堡的一个喷泉，位于阿尔托纳区的共和国广场，建于1900年。它由Paul Türpe设计。，是一处文化遗产。

## 历史
施图尔曼喷泉以阿尔托纳煤气和自来水公司创办人昆特·路德维希·施图尔曼命名，最初位于易北河畔的私人领地。1978年新建汉堡-阿尔托纳车站时，将其拆除重建于车站入口处。2000年搬迁到共和国广场。2005年开始夜间照明。